# Chapeiry
Chapeiry är en kommun i departementet Haute-Savoie i regionen Auvergne-Rhône-Alpes i sydöstra Frankrike. Kommunen ligger i kantonen Alby-sur-Chéran som tillhör arrondissementet Annecy. År 2022 hade Chapeiry 982 invånare.

## Befolkningsutveckling
Antalet invånare i kommunen Chapeiry
| Referens: INSEE |